# 普卢阿内勒
普卢阿内勒（法語：Plouharnel，法語發音：[plu.aʁnɛl]）是法国莫尔比昂省的一个市镇，属于洛里昂区。

## 地理
普卢阿内勒（47°35'53"N, 3°6'46"W）面积18.32 平方千米，位于法国布列塔尼大區莫尔比昂省，该省份为法国西北部沿海省份，位于布列塔尼半岛南部，北起阿摩尔滨海省、西接菲尼斯泰尔省，南濒大西洋，东南接大西洋卢瓦尔省，东临伊勒-维莱讷省。
与普卢阿内勒接壤的市镇（或旧市镇、城区）包括：埃尔德旺、卡尔纳克、圣皮埃尔基伯龙。

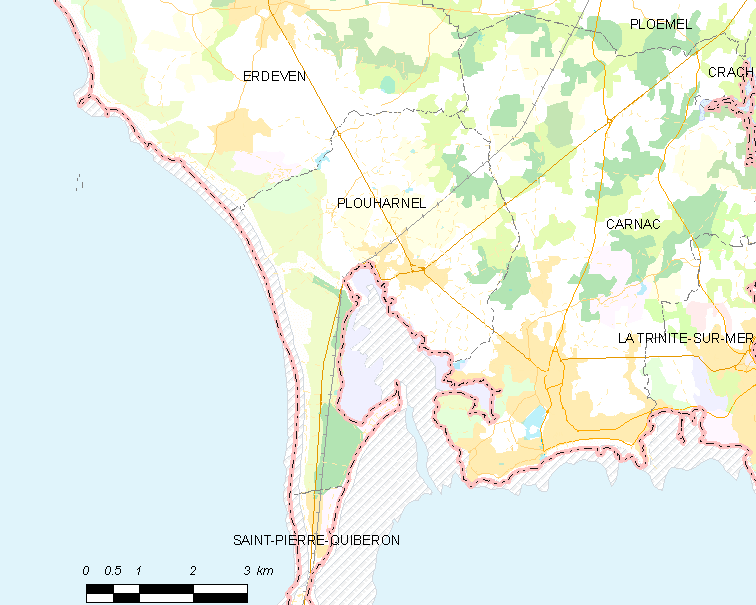
普卢阿内勒的OSM定位图

普卢阿内勒的时区为UTC+01:00、UTC+02:00（夏令时）。

## 行政
普卢阿内勒的邮政编码为56340，INSEE市镇编码为56168。

## 政治
普卢阿内勒所属的省级选区为基伯龙县。

## 人口

1962-2008年间普卢阿内勒人口变化图示

普卢阿内勒于2022年1月1日时的人口数量为2272人。